# The Sound of One Hand Clapping
Pour plus de détails, voir Fiche technique et Distribution.
The Sound of One Hand Clapping est un film australien réalisé par Richard Flanagan, sorti en 1998.

## Synopsis
Sonja, 36 ans, visite son père Bojan, à Hobart. Elle l'a quitté vingt ans plus tôt après que celui-ci, alcoolisé, l'ait violemment frappé.

## Fiche technique
- Titre : The Sound of One Hand Clapping
- Réalisation : Richard Flanagan
- Scénario : Richard Flanagan d'après son roman
- Musique : Cezary Skubiszewski
- Photographie : Martin McGrath
- Montage : Tania Nehme et John Scott
- Production : Rolf de Heer
- Société de production : Artist Services
- Pays :  Australie
- Genre : Drame
- Durée : 93 minutes
- Dates de sortie : 
  -  Australie : 23 avril 1998

## Distribution
- Kerry Fox : Sonja Buloh
- Kristof Kaczmarek : Bojan Buloh
- Evelyn Krape : Jenja
- Rosie Flanagan : Sonja à 8 ans
- Arabella Wain : Sonja à 3 ans
- Melita Jurisic : Maria Buloh
- Jacek Koman : Picotti
- Sergio Tell : Jiri
- Essie Davis : Jean
- Regina Gaigalas : Mme. Michnik
- Peter Hay : le politicien
- Julie Forsyth : Mme. Heaney
- Jane Borghesi : Maja Picotti
- Jessie Ralph : Jessie Heaney
- Tessa Beattie : Moira Heaney
- Jacob Machen : Billy Heaney
- Joseph Wheeler : Sean Heaney

## Distinctions
Le film a été présenté en sélection officielle en compétition lors de Berlinale 1998.